# Thunderbolt (Saxon)
Thunderbolt è il ventiduesimo album in studio del gruppo musicale heavy metal britannico Saxon, pubblicato il 2 febbraio 2018.

## Tracce
1. Olympus Rising – 1:35
2. Thunderbolt – 3:50
3. The Secret of Flight – 4:58
4. Nosferatu (The Vampires Waltz) – 5:01
5. They Played Rock and Roll – 3:31
6. Predator – 3:13
7. Sons of Odin – 5:20
8. Sniper – 3:31
9. A Wizard’s Tale – 3:49
10. Speed Merchants – 3:42
11. Roadie's Song – 3:27
12. Nosferatu (The Vampires Waltz) (Raw Version) – 5:01

## Formazione
- Biff Byford - voce
- Paul Quinn - chitarra
- Doug Scarratt - chitarra
- Nibbs Carter - basso
- Nigel Glockler - batteria